# Sinjo kamene
Sinjo kamene (bułg. Синьо камене) – wieś w Bułgarii, w obwodzie Burgas, w gminie Sredec. W 2023 roku liczyła 14 mieszkańców.